# 카베아

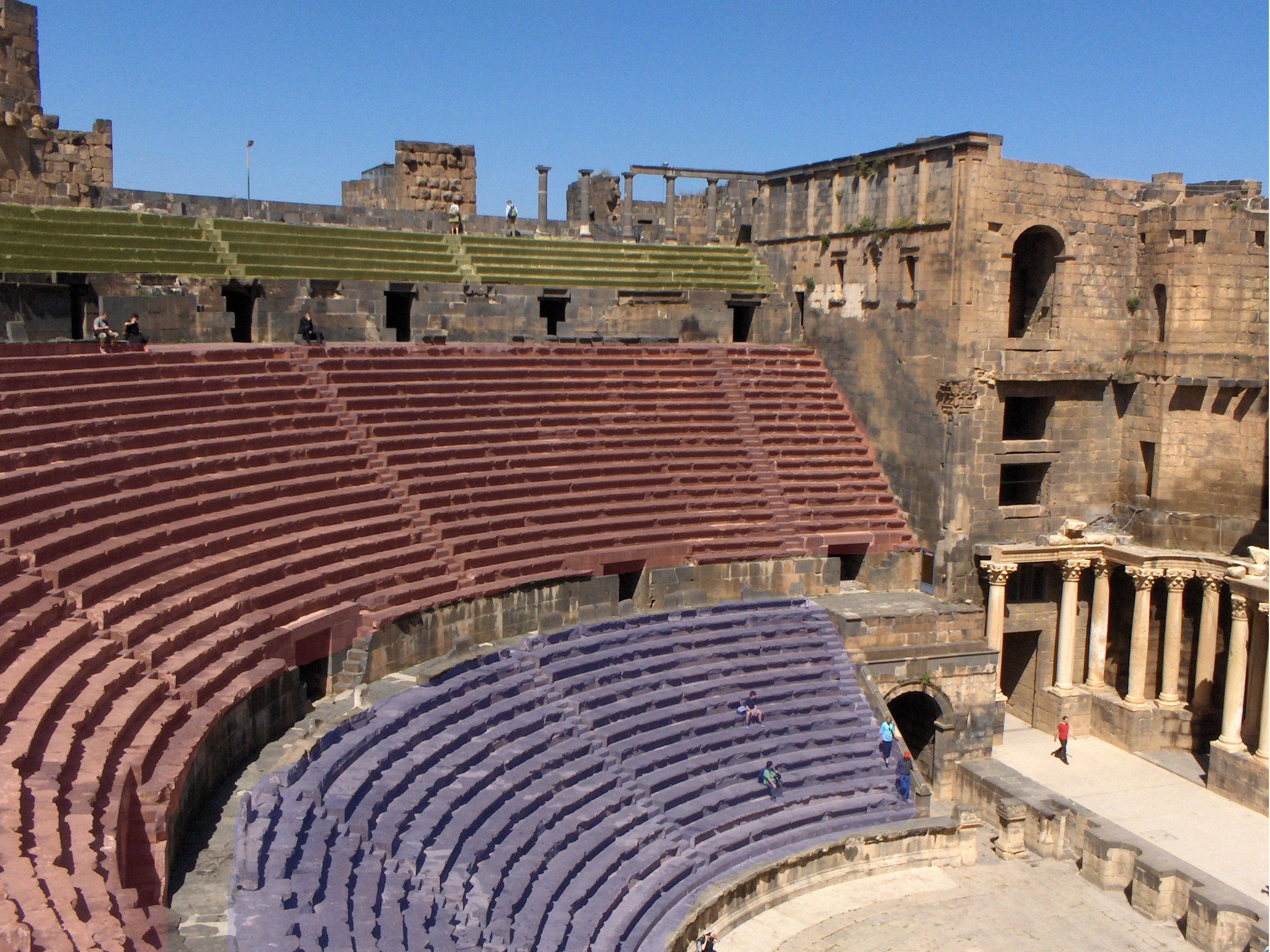
부스라 로마 극장에서 카베아의 각 층 구분. 이마 카베아는 파란색, 메디아 카베아는 빨간색, 수마 카베아는 노란색으로 표시되어 있다.

카베아(라틴어: Cavea, 라틴어로 "울타리로 둘러싸인 곳"을 의미)는 고대 그리스와 로마의 극장 및 원형경기장에서 관객이 앉는 좌석 구역을 가리킨다. 코일론(kòilon)이라고도 한다. 로마 극장의 경우, 카베아는 관람객의 사회적 계층에 따라 전통적으로 세 개의 수평 구역으로 나뉘었다.
- 이마 카베아(ima cavea)는 카베아의 가장 아래쪽에 위치하며, 경기장을 가장 가까이 둘러싼 구역이다. 주로 상류층을 위한 자리였다.
- 메디아 카베아(media cavea)는 이마 카베아 바로 위에 이어지는 구역으로, 일반 대중에게 개방되어 있었으나 주로 남성 관객을 위한 자리였다.
- 수마 카베아(summa cavea)는 가장 위쪽에 위치한 구역으로, 보통 여성과 어린이에게 개방되었다.

이와 비슷하게, 맨 앞줄은 프리마 카베아(prima cavea), 맨 뒷줄은 카베아 울티마(cavea ultima)라고 불렸다. 카베아는 또한 수직으로도 나뉘어 있었으며, 이 구획은 쿠네우스(cuneus, 복수형 cunei)라 불리는 쐐기 모양의 단위로, 스칼라에(scalae) 또는 계단에 의해 구분되었다.
또한 카베아라는 단어는 로마 원형경기장에서 야수들과 싸움을 벌이기 전, 동물들을 가두어 두던 지하 감방을 가리키는 말로도 쓰였다.[2]
한편 카베아는 실험용 액체 로켓 연료의 이름이기도 하다. 정식 명칭은 1,4-디아자-1,4-디메틸-바이시클로[2.2.2]옥탄 디니트레이트(1,4,diaza-1,4-dimethyl-bicyclo[2.2.2]octane dinitrate)이며, 단일 추진체(monopropellant)로 연구되었다. 카베아라는 이름은 이 화합물에서 탄소 원자들이 우리(cage)처럼 배열된 구조에서 유래하였다. 이 화합물에는 동결점을 낮춘 메틸화 변형체도 있었으며, 이는 카베아 B(Cavea B)로 명명되었고, 이후 원래의 화합물은 카베아 A(Cavea A)로 불리게 되었다.